# Magnus Boman
Magnus Boman, född 24 december 1758, död 26 november 1808, var en svensk präst och översättare.
Boman föddes i Lilla Mellösa socken som son till en rättare där. Med stor kostnad för den fattiga familjen genomgick han Strängnäs skola och gymnasium, och blev student vid Uppsala universitet 1784. Här ägnade han sig huvudsakligen åt språkstudier, i syfte att ta en magisterexamen, men av fattigdom tvingades han avbryta sina studier för att ta en prästtjänst 1786. Efter flera extra ordinarie befattningar i länet blev han slutligen befordrad till skolmästare i Södertälje 1804.
Boman var en grundlig och säker översättare, något som framkommer i hans översättningar av 
Faedrus, Ovidius, Catos Disticher och Hesiodos. Han var före någon annan att tänka på de grekiska och romerska versmåtten då han gjorde sina översättningar. Han var också en av de första att använda accenter för att visa på ordens prosodi, något som Gudmund Jöran Adlerbeth senare utvecklade.

## Översättningar
- Faedrus: Phædri Æsopiska fabler (Johan Christoph. Holmberg, 1788)
- Ovidius: Fabler om förvandlingar (Anders Jac. Nordström, 1788-1798)
- Catos Disticher: Dionysii Catonis Sedolärande disticha til sin son: öfversättning på svensk hexameter (tryckt hos P. Winge, 1802)
- Hesiodos: Arbeten och dagar (Erga kai hēmerai) (Henr. A. Nordström, 1813)